# Kedi
Kedi (in russo: Кеди; in avaro: Къеди; K'’edi ) è una località rurale (una derevnja) del rajon Cumadinskij, nella Repubblica autonoma del Daghestan, in Russia. Il villaggio è situato al confine con la Repubblica di Cecenia.
Vi è un aumento naturale della popolazione, che conferma il numero di bambini in età prescolare (secondo i residenti stessi, più di 70), (la gente spesso lamentano la mancanza di scuola materna).

## Geografia
Situato vicino al confine tra Daghestan e Cecenia.

## Storia
Il villaggio di Kedi ha una ricca storia, che è strettamente intrecciata con la storia dell'antica Khunzakh. L'area in cui si trova Kedi è solitamente chiamata "Unkratl" e si trova all'incrocio dei confini moderni di Georgia, Cecenia e Daghestan. Unkratl è costituito dalle terre dei villaggi di Kedi, Sasitli, Sildi, Gakko, Metrada, Lower Khvarshini, Upper Khvarshini, Tsikhalakh e Khushet e, a giudicare da numerosi dati storici e leggende locali, Kedi ha sempre occupato il posto di primo piano tra questi nove villaggi . Il luogo in cui si trova questo villaggio è considerato il posto più bello e conveniente in cui vivere. Questo è probabilmente il motivo per cui i membri della casa del Khan di Khunzakh, che una volta si trasferirono qui da Khunzakh, scelsero questa pianura tra le alte montagne, con prati alpini e comode vie di comunicazione con gli angoli vicini e lontani delle montagne caucasiche, come loro residenza. La carne, il formaggio e il burro di Kedi sono sempre stati famosi in tutto il distretto, un'antica strada attraversava le montagne e le gole di questo villaggio, collegando Khunzakh con la parte montuosa della Cecenia, che fu a lungo sotto il suo dominio. Dalle rive di Chanty-Argun e Sharo-Argun, lungo il corso di Khasheldoyakhk, una strada per bestiame e carovane conduceva al Daghestan attraverso il passo Yagodak (2952 m). Già nella seconda metà del IX secolo, come riporta Ibn Rusta, esisteva una strada che attraversava il territorio della moderna Cecenia e Inguscezia, lungo la quale si effettuava la comunicazione tra Avaria e Alania. Nel 943, come si può vedere dal testo di al-Masudi, tra i governanti seduti nel montuoso Khunzakh e i re di Alania, che, tra l'altro, dall'VIII secolo fino al 932, professarono l'Ortodossia, c'erano “legami matrimoniali , poiché ognuno di loro ha sposato la sorella di un altro.

## Società

### Etnie e minoranze straniere
La popolazione è Avari, che professano la religione islamica, in maggioranza sunniti.